# NGC 790
NGC 790 est une galaxie lenticulaire située dans la constellation de la Baleine. NGC 790 a été découverte par l'astronome germano-britannique William Herschel en 1785.

## Caractéristiques
Sa vitesse par rapport au fond diffus cosmologique est de 5 061 ± 30 km/s, ce qui correspond à une distance de Hubble de 74,7 ± 5,2 Mpc (∼244 millions d'al).